# Tatsoi
Brassica rapa subsp. narinosa
Sous-espèce
Classification phylogénétique
Le tatsoi (Brassica rapa subsp. narinosa ou Brassica rapa var. rosularis) est une sous-espèce de plante herbacée de la famille des Brassicacées, cultivée en tant que plante potagère pour ses tiges et ses feuilles consommées comme légume, principalement dans la cuisine asiatique.  Il est proche parent du bok choy.

## Étymologie
Selon le Merriam-Webster, le terme tatsoi est d'origine chinoise (du Guangdong) : daat-choi, où daat signifie « tomber à plat » et choi signifie « légume ».

## Culture
La température optimale de germination se situe autour de 5 °C. La plante préfère les températures fraîches dont la plage optimale se situe entre 15 et 24 °C et elle peut tolérer un léger gel au sol. Ce trait en fait une culture d'hiver envisageable, là où le climat le permet.  La récolte peut s'effectuer entre 25 et 40 jours suivant le semis. 
Le principal ravageur rencontré dans la culture du tatsoi, en Ontario est l'altise.

## Usage culinaire

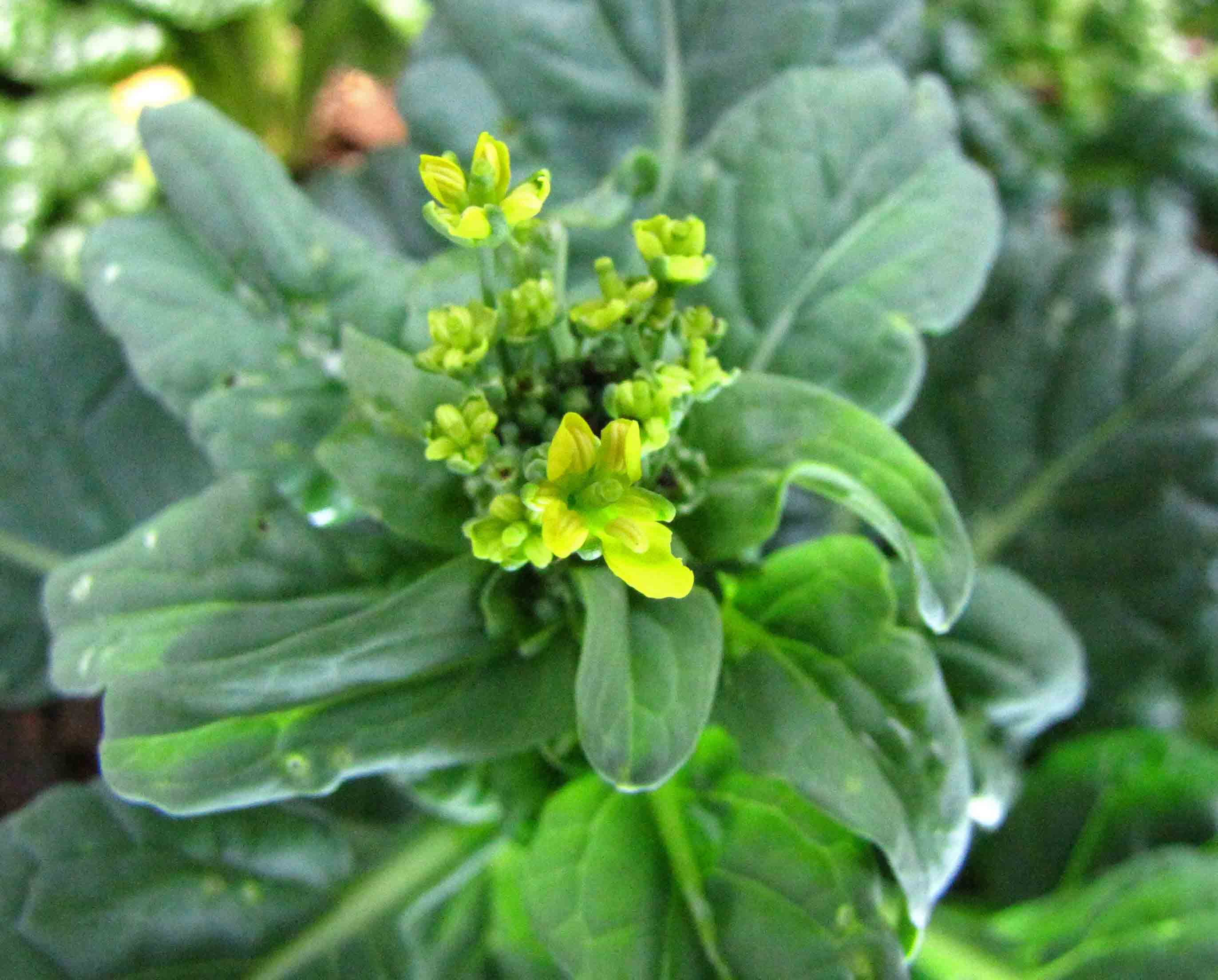
Inflorescence du tatsoi.

Son usage relève principalement de la cuisine asiatique.
Le tatsoi est un légume dont toutes les parties sont comestibles et qui se mange cru ou cuit, en salades ou en sautés, principalement.